# Tongkok
Tongkok is een bestuurslaag in het regentschap Lahat van de provincie Zuid-Sumatra, Indonesië. Tongkok telt 1042 inwoners (volkstelling 2010).